# Pulhwasal-3-31
Le Pulhwasal-3-31 est un missile de croisière stratégique utilisé par l’Armée populaire de Corée, l’armée de la Corée du Nord,. Le missile a été testé pour la première fois le 24 janvier 2024,.

## Conception
Le Pulhwasal-3-31 (en coréen, « flèche ardente ou « flèche enflammée ») est présenté par la Corée du Nord comme un missile de croisière de nouvelle génération « stratégique », ce qui implique qu’il pourrait être armé d’ogives nucléaires,,. Le chiffre « 31 » dans son nom serait une allusion à la tête nucléaire Hwasan-31. D’après les photos qui ont été diffusées par le Rodong Sinmun de Corée du Nord, le Pulhwasal-3-31 serait une version améliorée des missiles de croisière à longue portée Hwasal-1 et Hwasal-2. La portée du Hwasal-2 est de 2000 kilomètres, une distance qui lui permet d’atteindre les bases militaires américaines au Japon. Le fuselage du Pulhwasal-3-31 semble légèrement plus court que celui des Hwasal-1 et 2, mais son diamètre semble plus grand. La partie avant (l’ogive) paraît également plus arrondie. Lee Chun-geun, un chercheur honoraire à l’Institut de politique scientifique et technologique, a déclaré qu’il était possible que le moteur à réaction ait été amélioré par rapport à celui des Hwasal-1 et 2. Un moteur doté d’une plus grande poussée permet d’augmenter la charge utile et d’assurer un vol plus stable. L’avant plus arrondi serait une amélioration de la conception, permettant d’installer des armes nucléaires tactiques.
Cependant, certains experts estiment que les nouvelles appellations telles que « Pulhwasal-3-31 » et « Haeil-5-23 » relèvent de la pure propagande de la part de la Corée du Nord afin d’intimider la Corée du Sud. Le Pulhwasal-3 n’est pas très différent en apparence des Hwasal-1 et 2 lancés dans le passé, et le « Haeil-5 », qui a été prétendument testé, est également similaire au Haeil-2 existant. Il n’y a pas eu de progrès technologique significatif. Shin Jong-woo, le secrétaire général du Forum national sur la défense et la sécurité, a déclaré : « Ils font de la propagande comme s’ils avaient développé une nouvelle arme menaçante avec un nom nouveau et complexe. L’intention est de faire en sorte que les gens imaginent qu’elle pourrait être équipée d’une ogive nucléaire tactique Hwasan-31. » Yang Wook, un chercheur à l’Institut Asan pour les études politiques, a la même interprétation : « Ils appellent le Hwasal-2 « Pulhwasal-3 » et le Haiel-2 « Haiel-5 », et utilisent des tactiques pour donner l’impression qu’ils développent sans cesse de nouvelles armes et se préparent activement à la guerre. Il est fort probable qu’il s’agisse d’un jeu sur les chiffres, tout comme on change l’année modèle d’une voiture », a-t-il déclaré.

## Essais en vol
De manière paradoxale, les essais de missiles de croisière, qui sont propulsés par des moteurs à réaction et volent dans l’atmosphère, ne sont pas interdits par les sanctions imposées par les résolutions du Conseil de sécurité des Nations unies contre le programme d'armes nucléaires en Corée du Nord. Ces sanctions interdisent seulement les essais de missiles balistiques, dont la trajectoire s'effectue essentiellement dans l'espace extra-atmosphérique,,,. Pourtant les missiles de croisière volent à une altitude plus basse que les missiles balistiques plus sophistiqués, ce qui les rend plus difficiles à détecter et à intercepter avec les moyens antiaériens existants. Les missiles de croisière d’attaque terrestre à portée intermédiaire constituent une capacité importante pour la Corée du Nord. Ils font partie d’un arsenal croissant visant à submerger la défense antimissile en Corée du Sud et au Japon. Les missiles de croisière et les missiles balistiques à courte portée, qui peuvent être armés d’ogives conventionnelles ou nucléaires, semblent particulièrement imprévisibles en cas de conflit, car jusqu’à l’impact on ne sait pas exactement quel type d’ogive ils transportent.
L’Agence centrale de presse coréenne (KCNA), qui appartient à l’État, a déclaré le 28 janvier 2024 que l'Administration des missiles de la Corée du Nord avait effectué avec succès le 24 janvier un premier tir d'essai d’une paire de missiles de croisière Pulhwasal-3-31 « en cours de développement »,. Selon les médias d’État nord-coréens, le dirigeant du pays, Kim Jong-un, aurait assisté au test, avec d’autres responsables militaires et « supervisé » en personne le lancement,,. Celui-ci a été effectué depuis un endroit non spécifié en Corée du Nord. KCNA a déclaré que les missiles ont volé au-dessus de la « mer de l'Est » (la mer Jaune, pour les Coréens) pendant respectivement 7421 et 7445 secondes (soit environ deux heures) pour atteindre à 1500 kilomètres de distance l’île qui constituait leur cible,,. Dans le rapport publié, la Corée du Nord n'a cependant pas donné de détails sur l'heure et le lieu du lancement, ni la distance et la trajectoire parcourues, ni l'altitude. Un responsable militaire sud-coréen a déclaré : « L’intention est de cacher les performances du nouveau missile. » KCNA n’a pas non plus précisé si les missiles avaient été lancés depuis la surface ou sous l’eau. Les capacités exactes de la Corée du Nord de lancement depuis la mer restent floues, et des tests précédents ont été effectués à partir d’une plate-forme immergée plutôt qu’à partir d’un véritable sous-marin. Néanmoins, d'après KCNA, le missile Pulhwasal-3-31 a ainsi démontré sa « grande efficacité et sa précision » et Kim Jong-un a exprimé sa « grande satisfaction » quant au résultat du test. Il a décrit ce test comme « d’une importance stratégique pour la mise en œuvre du plan (…) pour moderniser l’armée, qui vise à construire une force navale puissante » et pour continuer à « accélérer l’armement nucléaire de notre marine », a rapporté KCNA,.
L’armée sud-coréenne a confirmé l’essai. Le Comité des chefs d'état-major interarmées (JCS) sud-coréen a déclaré avoir détecté le lancement de « plusieurs » missiles de croisière non identifiés, en direction de la mer Jaune, au large de la côte ouest de la Corée du Nord, dans les eaux proches du port de Sinpo,,,,, dans la province de Hamgyŏng du Sud, où Pyongyang possède un chantier naval qui fabrique des navires de guerre, notamment des sous-marins. Les missiles ont été lancés vers 07 h 00 locales (22 h 00 GMT), a indiqué l’état-major interarmées dans un communiqué. Les services de renseignement sud-coréens et américains surveillent de près la situation et analysent les détails du lancement, a ajouté le JCS,. Lee Sung-joon, porte-parole des chefs d’état-major interarmées sud-coréens, a déclaré que les missiles avaient parcouru une distance plus courte que les précédents lancements de missiles de croisière nord-coréens, ce qui, selon lui, suggère que le Nord essaie d’améliorer les performances des systèmes existants. Un responsable militaire a déclaré : « La Corée du Nord a affirmé qu’il s’agissait du premier test d’une nouvelle arme, il semble donc qu’ils testaient quelque chose. Au cours de l’essai, en installant un modèle du même poids qu’une ogive nucléaire, la distance de vol a pu être plus courte qu’auparavant ». Les autorités militaires sud-coréennes ont indiqué que les missiles de croisière ont disparu des radars lors de la dernière phase de leur vol. Il est possible que l'Administration des missiles nord-coréenne ait réalisé un test simulé d'explosion de la tête nucléaire en l'air. C’est la troisième fois que Pyongyang teste des missiles de croisière en quelques jours, moins d’une semaine,. Ce lancement fait suite à l’essai le 19 janvier d’un drone d’attaque sous-marin Haeil à capacité nucléaire, et au tir d’essai cinq jours plus tôt du premier missile balistique à combustible solide à portée intermédiaire de Pyongyang.